# Структуралистичка психологија
Структурализам у психологији (такође структуралистичка психологија) теорија је о свести коју су развили Вилхелм Вунт и његов студент Едвард Бредфорд Тиченер. Ова теорија је оспорена у 20. веку. Расправља се о томе ко је заслужан за проналазак ове области психологије, али је широко прихваћено да је Вунт створио темеље на којима се Тиченер проширио. Структурализам као школа психологије настоји да анализира ум одраслих (укупан збир искуства од рођења до данас) у смислу најједноставнијих компоненти које се могу дефинисати, а затим да пронађе како се те компоненте међусобно уклапају у сложенија искуства, као и на њихов начин корелирати са физичким догађајима. Да би то урадили, психолози користе интроспекцију, самопријаве о сензацијама, погледима, осећањима, емоцијама итд. 

## Тиченер
Едвард Б. Тиченер, заједно са Вилхелмом Вунтом, заслужан је за теорију структурализма. Сматра се првом "школом" психологије. Пошто је био студент Вилхелма Вунта на Универзитету у Лајпцигу, на Тиченерове идеје о томе како је ум радио снажно су утицале Вунтова теорија волунтаризма и његове идеје о удруживању и аперцепцији (пасивна и активна комбинација елемената свести). Тиченер је покушао да класификује структуре ума, као што хемичари класификују елементе природе, у природу.

Тиченер је рекао да само научни догађаји чине ту науку и да било каквим нагађањима у вези са неупадљивим догађајима није место у друштву (ово гледиште било је слично оном који је изнео Ернст Мах). У својој књизи, Систематска психологија, Тиченер је написао:
Истина је, ипак, да је посматрање јединствена и заштићена метода науке, а тај експеримент, који се сматра научном методом, није ништа друго него посматрање заштићено и потпомогнуто.

## Ум и свест
Тиченер је веровао да је ум акумулирано животно искуство. Веровао је да може да разуме расуђивање и структуру ума ако може да дефинише и категорише основне компоненте ума и правила по којима су компоненте међусобно деловале.

## Интроспекција
Главни алат који је Тиченер користио да покуша да одреди различите компоненте свести била је интроспекција. Тиченер у својој систематској психологији пише:
Стање свести које ће бити питање психологије... може постати предмет непосредног знања само путем интроспекције или самосвести.
и у својој књизи Преглед психологије:
...у сфери психологије, интроспекција је коначни и једини жалбени суд, који психолошки докази не могу бити другачији од интроспективних доказа.
За разлику од Вунтове методе интроспекције, Тиченер је имао врло строге смернице за извештавање о интроспективној анализи. Субјекту би се представио предмет, попут оловке. Затим би испитаник пријавио карактеристике те оловке (боја, дужина итд.). Субјекту би било наложено да не пријављује име предмета (оловка) јер то не описује сирове податке о томе шта је субјект проживљавао. Тиченер је ово назвао грешком стимулуса.
У свом преводу Вунтовог дела, Тиченер Вунта илуструје као присталицу интроспекције као методе кроз коју се може посматрати свест. Међутим, интроспекција одговара Вунтовим теоријама само ако се тај термин односи на психофизичке методе.
Интроспекција дословно значи „гледање у себе“, како би се покушало описати човеково памћење, перцепције, когнитивни процеси и / или мотивације.

## Елементи ума
Тиченерова теорија започела је питањем шта је сваки елемент ума. Из свог истраживања закључио је да постоје три врсте менталних елемената који чине свесно искуство: сензације (елементи перцепције), слике (елементи идеја) и наклоности (елементи емоција). Ти елементи се могу раставити на своја својства, за које је утврдио да су квалитет, интензитет, трајање, јасноћа и опсежност. И сензације и слике садржале су све ове особине; међутим, наклоности су недостајале и у јасноћи и у опсежности. А слике и наклоности могу се даље рашчланити на само накупине сензација. Према томе, пратећи овај ток размишљања, све мисли су биле слике, што је изграђено од елементарних сензација значило да се сва сложена расуђивања и размишљања на крају могу разбити на само сензације до којих је могао доћи интроспекцијом.

## Интеракција елемената
Друго питање у Тиченеровој теорији структурализма било је питање како су се ментални елементи комбиновали и међусобно комуницирали да би створили свесно искуство. Његови закључци углавном су се заснивали на идејама асоцијанизма. Тиченер се посебно фокусира на закон блискости, што је идеја да ће мисао о нечему имати тенденцију да изазове мисли о стварима које се обично доживљавају заједно с њом.
Тиченер је одбацио Вунтове појмове аперцепције и креативне синтезе (добровољне акције), који су били основа Вунтовог волунтаризма. Тиченер је тврдио да је пажња само манифестација својства "бистрине" у сензацији.

### Физички и ментални однос
Једном када је Тиченер идентификовао елементе ума и њихову интеракцију, његова теорија је тада поставила питање зашто елементи међусобно делују на начин на који раде. Тиченера је посебно занимао однос између свесног искуства и физичких процеса. Тиченер је веровао да физиолошки процеси пружају континуирани супстрат који психолошким процесима даје континуитет који иначе не би имали. Стога нервни систем не изазива свесно искуство, али се може користити за објашњавање неких карактеристика менталних догађаја.

## Вунт и структурализам
Вилхелм Вунт је упутио Тиченера, оснивача структурализма, на Универзитет у Лајпцигу. Он је изјавио „науку о непосредном искуству.“ То једноставно значи да се сложене перцепције могу подићи основним чулним информацијама. Вунт се у прошлој литератури често повезује са структурализмом и употребом сличних интроспективних метода. Вунт прави јасну разлику између чисте интроспекције, која је релативно неструктурирано самопосматрање које су користили ранији филозофи, и експерименталне интроспекције. Вунт сматра да је ова врста интроспекције прихватљива, јер користи лабораторијске инструменте за варирање услова и прецизније резултате интерне перцепције.
Разлог ове забуне лежи у преводу Вунтових списа. Када је Тиченер донео своју теорију у Америку, са собом је донео и Вунтово дело. Тиченер је превео ова дела за америчку публику и на тај начин погрешно протумачио Вунтово значење. Затим је овај превод употребио да покаже да је Вунт подржавао Тиченерове сопствене теорије. У ствари, главна Вунтова теорија била је теорија психолошког волунтаризма, доктрине да снага воље организује садржај ума у мисаоне процесе вишег нивоа.

## Критике
Структурализам се суочио са великом количином критика, посебно из школе психологије функционализма који је касније еволуирао у психологију прагматизма (поновно оживљавање интроспекције у прихватљиве праксе посматрања). Главна критика структурализма била је усредсређеност на интроспекцију као метод којим се стиче разумевање свесног искуства. Критичари тврде да самоанализа није била изводљива, јер интроспективни студенти не могу да цене процесе или механизме својих менталних процеса. Интроспекција је, према томе, дала различите резултате у зависности од тога ко је користи и шта тражи. Неки критичари су такође истакли да су интроспективне технике заправо резултирале ретроспекцијом - сећањем на сензацију, а не на саму сензацију.
Бихевиористи, конкретно методолошки бихејвиористи, у потпуности су одбацили чак и идеју о свесном искуству као достојној теми у психологији, јер су сматрали да предмет научне психологије треба строго операционализовати на објективан и мерљив начин. Пошто се појам ума није могао објективно измерити, није било вредно даљег испитивања. Међутим, радикални бихевиоризам укључује размишљање, осећање и приватне догађаје у своју теорију и анализу психологије. Структурализам такође верује да би ум могао бити рашчлањен на његове појединачне делове, који су тада формирали свесно искуство. Ово је такође добило критику из гешталтистичке школе психологије, која тврди да се ум не може раставити на појединачне елементе.
Поред теоријских напада, структурализам је критикован због искључивања и игнорисања важних догађаја који се догађају ван структурализма. На пример, структурализам се није бавио проучавањем понашања животиња и личности.
Сам Тиченер је критикован због тога што није користио своју психологију као одговор на практичне проблеме. Уместо тога, Тиченера је занимало тражење чистог знања које му је било важније од уобичајених питања.

## Алтернативе
Алтернативна теорија структурализму, на коју се Тиченер увредио, био је функционализам (функционална психологија). Функционализам је развио Вилијам Џејмс за разлику од структурализма, ког су развили Вунт и Тиченер. Наглашава се важност емпиријског, рационалног размишљања над експерименталном филозофијом покушаја и погрешака. Џејмс је у своју теорију укључио интроспекцију (тј. проучавање сопствених стања ума), али такође и ствари попут анализе (тј. логичке критике претече и савремених погледа на ум), експеримента (нпр. у хипнози или неурологији) ) и поређење (тј. употреба статистичких средстава за разликовање норми од аномалија) што му је донекле донело предност. Функционализам се такође разликовао по томе што се фокусирао на то колико су одређени процеси у мозгу били корисни за околину у којој се налазите, а не на процесе и друге детаље као у структурализму. 

## Савремени структурализам
Истраживачи и даље раде на томе да понуде објективне експерименталне приступе мерењу свесног искуства, посебно у пољу когнитивне психологије, и на неки начин носе бакљу Тиченерових идеја. Раде на истој врсти питања као што су сензације и перцепције. Данас се све интроспективне методологије раде у високо контролисаним ситуацијама и подразумевају се као субјективне и ретроспективне. Присталице тврде да психологија у овом случају још увек може добити корисне информације коришћењем интроспекције.